# خانی‌آباد (بروجن)
خانی‌آباد (بروجن)، روستایی از توابع بخش بلداجی شهرستان بروجن در استان چهارمحال و بختیاری ایران است.

## جمعیت
این روستا در دهستان چغاخور قرار دارد و براساس سرشماری مرکز آمار ایران در سال ۱۳۸۵، جمعیت آن ۱۸۷ نفر (۴۰خانوار) بوده‌است.مردم روستا بختیاری الاصل و از طایفه زراسوند دورکی میباشند.